# Andreas Schönbächler
Andreas Schönbächler (24 aprile 1966) è un ex sciatore freestyle svizzero.

## Palmarès

### Olimpiadi
- 1 medaglia:
  - 1 oro (Lillehammer 1994 nei salti)